# Ochthebius peisonis
Ochthebius peisonis är en skalbaggsart som beskrevs av Ludwig Ganglbauer 1901. Ochthebius peisonis ingår i släktet Ochthebius och familjen vattenbrynsbaggar. Inga underarter finns listade i Catalogue of Life.